# Wirtheim
Wirtheim ist neben Bieber, Breitenborn/Lützel, Kassel, Lanzingen und Roßbach einer der Ortsteile der Spessart-Gemeinde Biebergemünd im hessischen Main-Kinzig-Kreis.

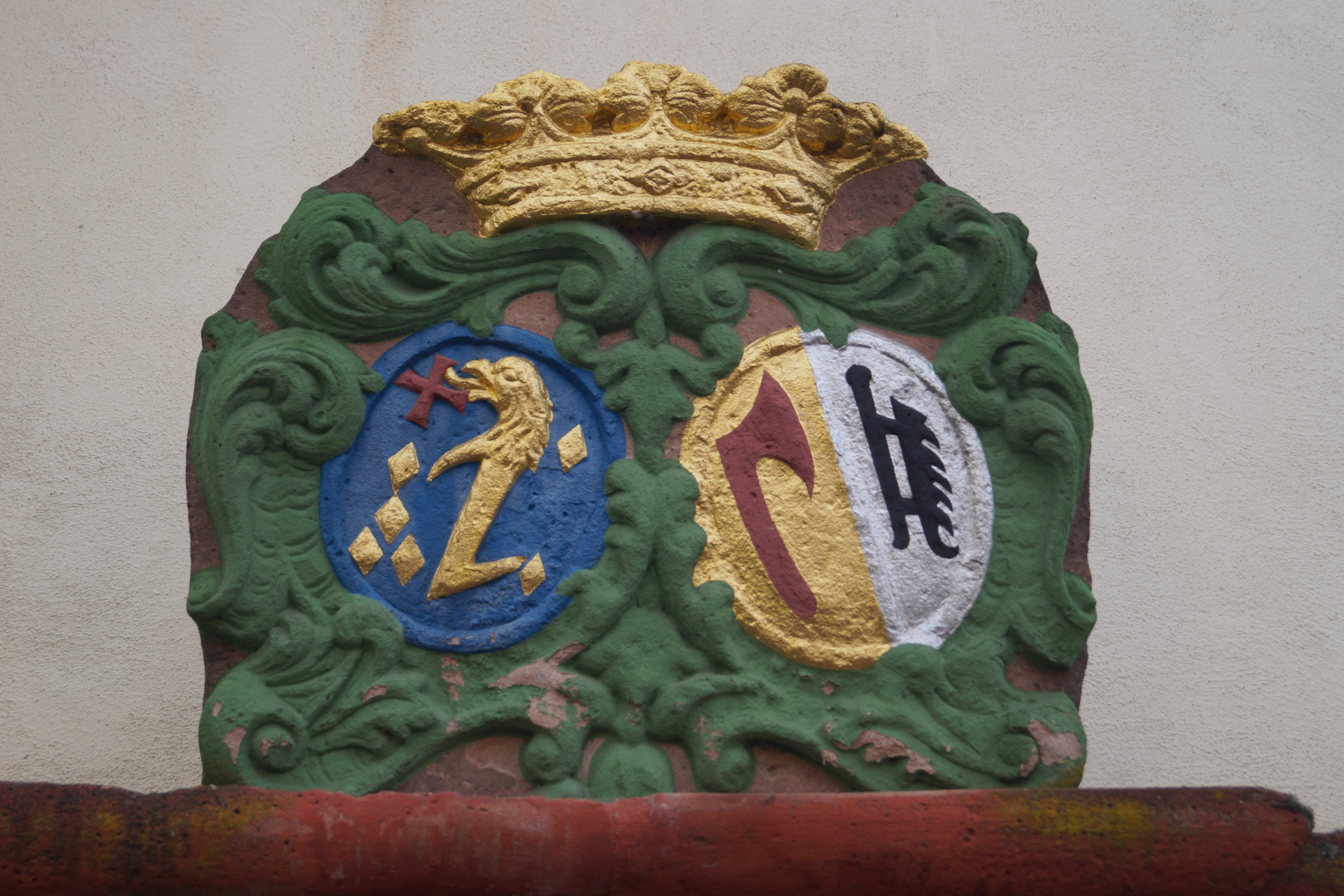
Wappen der Forstmeister von Gelnhausen links (= heraldisch rechts) und derer von Schleifras rechts (= heraldisch links) am Schloss Wirtheim

## Geografie

### Geografische Lage
Wirtheim liegt im Naturpark Spessart direkt im Mündungsgebiet der Bieber in die Kinzig.
Die Kinzig, die Bundesautobahn A 66 und die Kinzigtalbahn Fulda–Hanau trennen Neuwirtheim von Wirtheim. Nördlich oberhalb von Neuwirtheim, liegt der bereits zum Vogelsberg und zur Gemarkung Wächtersbach zählende Aspenhainer Kopf mit 260 m über NHN.

### Nachbargemeinden
Wirtheim grenzt im Nord-Osten an die Stadt Wächtersbach, im Süd-Osten an den Ortsteil Kassel, im Westen an Kaltenborn, einen Ortsteil im Stadtteil Haitz von Gelnhausen und im Nord-Westen an den Ortsteil Neuwirtheim.
| Neuwirtheim | Wittgenborn                                 | Wächtersbach |
| Kaltenborn  | Kompassrose, die auf Nachbargemeinden zeigt | Bad Orb      |
| Gelnhausen  | Kassel                                      | Lettgenbrunn |

## Geschichte

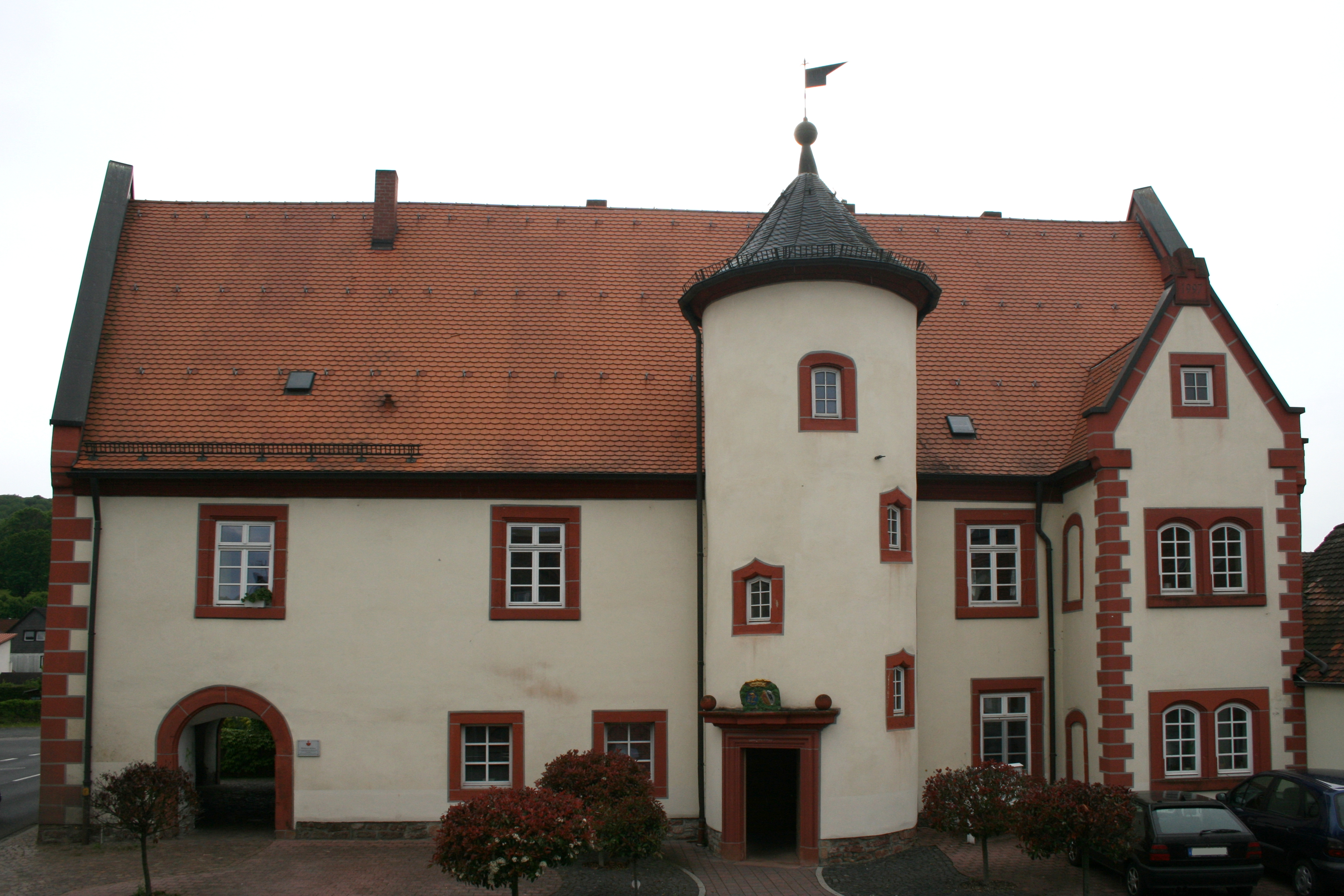
Schloss Wirtheim, Hofseite.

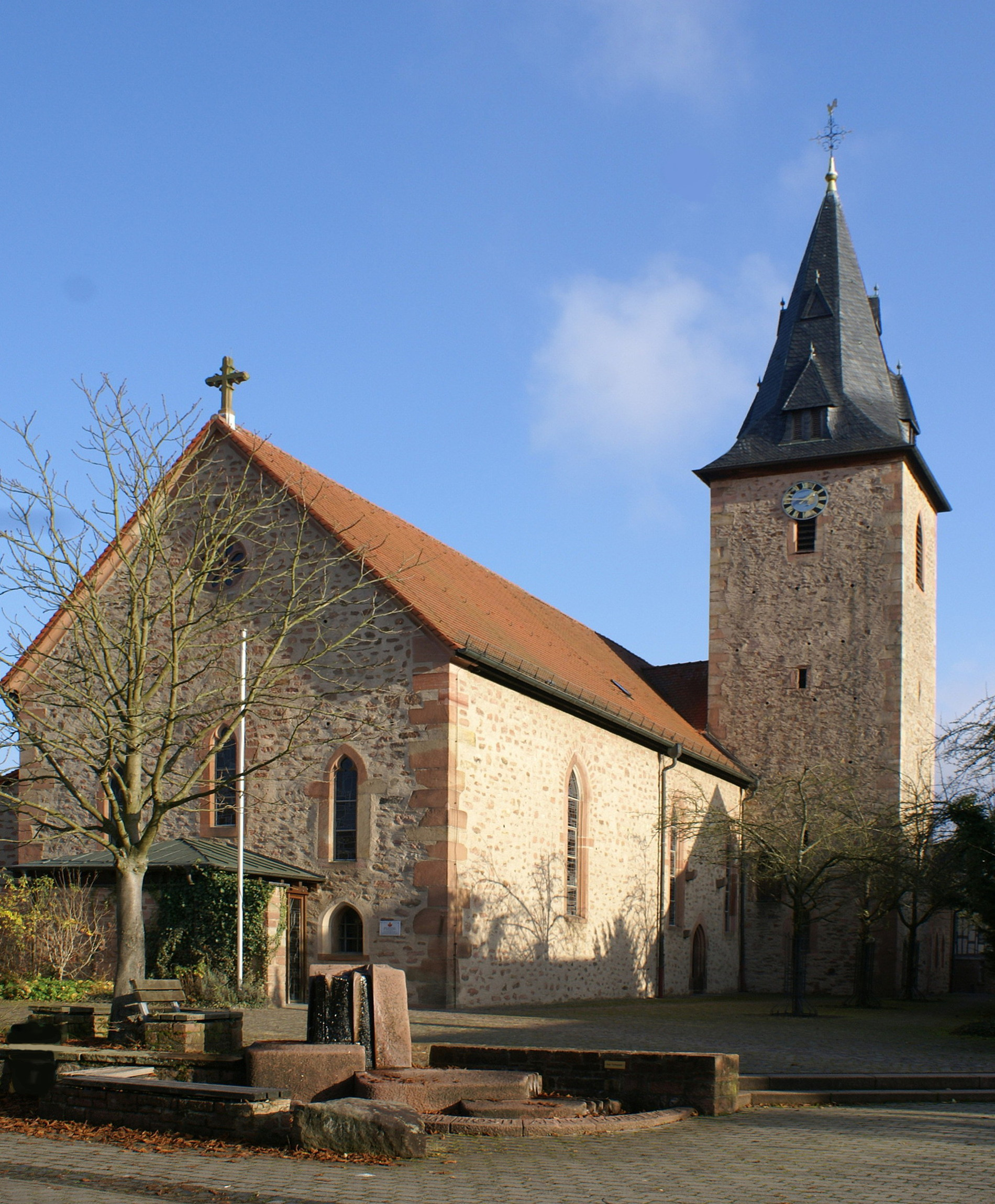
Katholische Pfarrkirche St. Peter und Paul in Wirtheim

### Vorzeit
Ausgrabungen auf dem Wirtheimer Kringel in 2014 förderten 13 kleine Feuerstein-Abschläge (Mikrolithen) zutage. Sie werden einem kurzzeitigen Lagerplatz einer steinzeitlichen Jägergruppe, der Wirtheimer Gruppe, aus der Zeit um 8000 v. u. Z. (vor unserer Zeitrechnung) zugeordnet.

### Ortsname
Der Name Wirt(heim), Wert(heim) oder Wörth geht wohl auf die „fränkische Bezeichnung für Insel oder Halbinsel, hier ist ein Schwemmkegel im Mündungsbereich der Bieber in die Kinzig angesprochen, auf dem Wirtheim erbaut wurde“ (→ Werder, Flussinsel). Die Schreibweise des Ortsnamens änderte sich im Laufe der Geschichte mehrfach, von Wertheim (976) über Weirtheim (1184) zum heutigen Wirtheim (1362).

### Mittelalter
Die älteste erhaltene urkundliche Erwähnung Wirtheims datiert von 976 Feb. 28, als Otto II. die Orte Wertheim, Cassele, Hosti in pago Kinzechewes dem Stift St. Peter und Alexander in Aschaffenburg zum Geschenk machte. Ab 1262 nahm der Einfluss des Erzbistums Mainz zu, das 1313 die volle Gerichtsbarkeit erlangt. Ab 1361 wurde im Ort offiziell Gericht gehalten. In der folgenden Zeit begann Wirtheim immer wohlhabender zu werden, nachdem ihm am 29. Dezember 1365 durch Kaiser Karl IV. die Stadtrechte und damit das Recht zum Mauerbau sowie Markt- und Zollrechte zugesprochen wurden.
1426 wurde erstmals das Schloss Wirtheim als kurmainzischer Amtssitz erwähnt, mit dem die Familie Forstmeister von Gelnhausen belehnt war. Von 1428 bis 1566 war Wirtheim an die Grafen von Hanau (ab 1456: Grafschaft Hanau-Münzenberg) verpfändet.
Wirtheim lag im Mittelalter an der ehemaligen Reichsstraße, der Via Regia (auch Hohe Straße genannt). Sie war mit 4.500 Kilometern die „längste mittelalterliche Handelsstraße, die Ost- und Westeuropa verband“. Von Santiago de Compostela kommend, führte sie über Frankfurt am Main nach Leipzig und weiter bis Kiew. Sie war im Mittelalter bis hinein in die Neuzeit eine der wichtigsten Verbindungen nach Mitteldeutschland. Ein Schlüsselpunkt dieser Straße, die „Wirtheimer Pässe“, die Vorspannleistungen erforderten, sind unter diesem Namen in die Geschichte eingegangen.

#### Nachbarort Hergersfeld
Eine der 12 Trinkwasserquellen der heutigen Gemeinde Biebergemünd ist der in Wirtheim befindliche Hersfelder Born. Der Name erinnert an Wirtheims ehemaliges Nachbardorf, die heutige Wüstung Hergersfeld. Richtiger wäre daher der Name Hergersfelder Born, denn die Quelle liegt zwischen beiden mittelalterlichen Orten. Der vielleicht von Bewohnern von Wirtheim oder Kassel aus, bereits vor 886 gegründete Ort ist, nach über 500 Jahren, etwa um das Jahr 1400 wüst gefallen. Vermutlich hinter den, bald nach 1365 errichteten Mauern Wirtheims, werden die Bewohner von Hergersfeld eine Zuflucht gefunden haben.

### Neuzeit
Bis zum Dreißigjährigen Krieg war das an der belebten Handelsstraße gelegene Wirtheim durch Wachstum und wirtschaftliche Blüte geprägt. Dies änderte sich 1634, als kaiserliche Truppen den Ort besetzten und die Pest einschleppten.
1632 erfolgte die Besetzung durch die Schweden. König Gustav Adolf von Schweden schenkte Wirtheim der Grafschaft Hanau, die Wirtheim 1649 an Mainz zurückgab. Nach einer nochmalige Verpfändung von 1665 bis 1721, kam Wirtheim 1803 zum durch den Reichsdeputationshauptschluss neu geschaffenen Fürstentum Aschaffenburg, 1810 zu dem von Napoleon gegründeten Großherzogtum Frankfurt. Im Pariser Frieden von 1814, nach der für Napoleon verlorenen Völkerschlacht bei Leipzig, wurde Wirtheim, ebenso wie Kassel und Orb dem Königreich Bayern zugesprochen. Der Wiener Kongress (1814/15) bestätigte nochmals diese Zuordnung. Bereits 1866 musste Bayern, nach dem verlorenen Preußisch-Österreichischen Krieg, Wirtheim an das Königreich Preußen abtreten.
Am 1. Mai 1867 erhielt Wirtheim mit einem Haltepunkt Anschluss an die Kinzigtalbahn Fulda–Hanau, als sie in diesem Abschnitt eröffnet wurde. Das bis heute erhaltene Empfangsgebäude stammt von 1893. Mit der Einrichtung eines Bahnhofsgebäudes, an der Strecke „Frankfurt (M) – Bebra“, jenseits der Kinzig, beginnt auch eine Ansiedlung in dieser Gegend. Um 1900 tauchte das erste Mal der Name Neuwirtheim auf. Es ist trotz seines eigenständigen Charakters und des eigenen Ortsschildes offiziell kein eigener Ortsteil. Neuwirtheim hat sich als reines Wohngebiet an der Eisenbahn und der Landesstraße L 3201 entwickelt und breitete sich immer weiter an den Hängen des Kinzigtals nach Norden hin aus.
Kurz nach dem Ortsteil Kassel erhielt auch Wirtheim 1912 ein Wasserkraftwerk zur Stromgewinnung. Im Jahr 1963 erfolgte der Bau der Kanalisation.

### Postverkehr
Nach Einrichtung eine Oberpostamtes in Frankfurt am Main durch das Haus Thurn und Taxis legte der Postmeister Johann von den Birghden, 1616 einen festen Postkurs auf der Strecke Frankfurt – Leipzig fest. Wirtheim lag, ebenso wie die benachbarten Orte Höchst und Aufenau an der Strecke, zählte aber nicht, wie Gelnhausen oder Salmünster zu den „Posthaltereien“. Wirtheim spielte aber sicher als Zustiegstelle an der Route eine gewisse Rolle.
Schon um 1660 kam, mit der Fürstlich Hessischen Post eine Konkurrenz-Linie auf der gleichen Route hinzu. In der Napoleonischen Zeit (1806–1813) wurden beide Linien zu einer einzigen vereint, die ab dem 2. Dezember 1813 wieder in der Regie von Thurn und Taxis lief. Wirtheim, als der am weitesten nördlich exponierte Ort des Königreichs Bayern, erhielt 1833 eine Königlich bayerische Postexpedition. Sie war im Gasthof „Zum Löwen“ untergebracht und blieb bis zum 10. Januar 1852 an dieser Stelle tätig. Mit der Aufnahme des viel günstigeren und leistungsfähigeren Bahnbetriebs auf der Linie Hanau – Fulda kam das rasche Ende des Fahr- und des Reisepostverkehrs.

### Spessartbahn
Zur Förderung des Erzbergbaus im Biebertal wurde 1885 die schmalspurige Spessartbahn in Betrieb genommen. Sie führte vom Bahnhof Gelnhausen parallel zur Staatsbahn nach Wirtheim und von dort nach Lochborn oberhalb von Bieber. Der Betrieb dieser Bahn wurde auch nach Stilllegung des Bergbaus im Mai 1925, zunächst für die Personenbeförderung noch fortgesetzt. 1951 stellte dies Bahn ihren Betrieb ein. Ein Teil der Bahntrasse ist als Wander- und Radweg erhalten.

### Gebietsreform
Im Zuge der Gebietsreform in Hessen wurden am 1. September 1970 die bis dahin selbständigen Gemeinden Kassel und Wirtheim zur neuen Gemeinde Biebergemünd zusammengeschlossen. Für die Ortsteile wurden keine Ortsbezirke nach der Hessischen Gemeindeordnung eingerichtet.
Die Fläche der ehemaligen Gemeinde Wirtheim betrug 10,01 km².

### Bevölkerung
Einwohnerentwicklung
Quelle: Historisches Ortslexikon
- 1582: 48 bewohnte Herdstätten
- 1633: 43 Haushaltungen und 8 Gefreite
- 1812: 119 Feuerstellen mit 579 Seelen

| Wirtheim: Einwohnerzahlen von 1812 bis 2011 | Wirtheim: Einwohnerzahlen von 1812 bis 2011 | Wirtheim: Einwohnerzahlen von 1812 bis 2011 | Wirtheim: Einwohnerzahlen von 1812 bis 2011 | Wirtheim: Einwohnerzahlen von 1812 bis 2011 |
| --- | ------------------------------------------- | ------------------------------------------- | ------------------------------------------- | ------------------------------------------- |
| Jahr |                                             |                                             |                                             | Einwohner                                   |
| 1812 | 1812                                        |                                             | 579                                         | 579                                         |
| 1834 | 1834                                        |                                             | 955                                         | 955                                         |
| 1840 | 1840                                        |                                             | 858                                         | 858                                         |
| 1846 | 1846                                        |                                             | 821                                         | 821                                         |
| 1852 | 1852                                        |                                             | 794                                         | 794                                         |
| 1858 | 1858                                        |                                             | 722                                         | 722                                         |
| 1864 | 1864                                        |                                             | 677                                         | 677                                         |
| 1871 | 1871                                        |                                             | 672                                         | 672                                         |
| 1875 | 1875                                        |                                             | 720                                         | 720                                         |
| 1885 | 1885                                        |                                             | 701                                         | 701                                         |
| 1895 | 1895                                        |                                             | 659                                         | 659                                         |
| 1905 | 1905                                        |                                             | 719                                         | 719                                         |
| 1910 | 1910                                        |                                             | 749                                         | 749                                         |
| 1925 | 1925                                        |                                             | 891                                         | 891                                         |
| 1939 | 1939                                        |                                             | 936                                         | 936                                         |
| 1946 | 1946                                        |                                             | 1.216                                       | 1.216                                       |
| 1950 | 1950                                        |                                             | 1.306                                       | 1.306                                       |
| 1956 | 1956                                        |                                             | 1.366                                       | 1.366                                       |
| 1961 | 1961                                        |                                             | 1.422                                       | 1.422                                       |
| 1967 | 1967                                        |                                             | 1.560                                       | 1.560                                       |
| 1970 | 1970                                        |                                             | 1.867                                       | 1.867                                       |
| 1980 | 1980                                        |                                             | ?                                           | ?                                           |
| 1990 | 1990                                        |                                             | ?                                           | ?                                           |
| 2000 | 2000                                        |                                             | ?                                           | ?                                           |
| 2011 | 2011                                        |                                             | 1.908                                       | 1.908                                       |
| Datenquelle: Historisches Gemeindeverzeichnis für Hessen: Die Bevölkerung der Gemeinden 1834 bis 1967. Wiesbaden: Hessisches Statistisches Landesamt, 1968. Weitere Quellen: ; Gemeinde Biebergemünd; Zensus 2011 |                                             |                                             |                                             |                                             |

Religionszugehörigkeit
 Quelle: Historisches Ortslexikon
| • 1885: | 11 evangelische (= 1,57 %), 690 katholische (= 98,43 %) Einwohner   |
| • 1961: | 139 evangelische (= 9,77 %), 1277 katholische (= 89,80 %) Einwohner |

## Bildung

### Kindertagesstätte
Seit 1975 gibt es in Wirtheim die von der katholischen Kirchengemeinde St. Peter und Paul betriebene  „Kindertagesstätte Kolibri“ . In ihr können Kinder vom 1. bis zum 10. Lebensjahr betreut werden.

### Schulen
In Wirtheim gibt es eine Grundschule. In unmittelbarer Nähe, im Ortsteil Kassel, ist die Alteburg-Schule mit einem Haupt- und einem Realschulzweig. Darüber hinaus ist die Gemeinde Biebergemünd insgesamt an die Friedrich-August-Genth-Schule (eine Kooperative Gesamtschule) in Wächtersbach, das Grimmelshausen-Gymnasium in Gelnhausen und die Henry-Harnischfeger-Schule (integrierte Gesamtschule) in Bad Soden-Salmünster angebunden.

### Bücherei
Die katholische Kirchengemeinde St. Peter und Paul betreibt auch eine öffentliche Bücherei. Bücher und Medien können hier, aus einem Medienbestand von über 5400, auch online oder telefonisch bestellt werden.

## Infrastruktur und Wirtschaft

### Verkehr

#### Busverkehr
Ganzjährig verkehren in Wirtheim mehrere Buslinien des KVG. Sie schaffen mit den Linien MKK 64 und MKK 65 öffentliche Verkehrsanschlüsse zu allen Ortsteilen der Gemeinde Biebergemünd, nach Wächtersbach mit der Kinzigtalbahn Fulda–Hanau (Bahnhof Wächtersbach) sowie nach Bad Soden-Salmünster, weiterhin zum Bahnhof Gelnhausen, Bahnhof Wirtheim und zu den Nachbargemeinden Flörsbachtal und Jossgrund. Es gilt der Tarif des Rhein-Main-Verkehrsverbundes.

#### Bahn
Wirtheim hat einen Bahnhof an der Kinzigtalbahn Fulda–Hanau. Die nächsten barrierefreien Bahnhöfe sind Wächtersbach und Gelnhausen. Die hier verkehrende Regionalbahn Wächtersbach–Frankfurt verkehrt im Stundentakt.

#### Straße
Quer durch den gesamten Ort verläuft die Bundesstraße 276, die Deutsche Ferienroute Alpen–Ostsee, die von Mücke im Vogelsberg bis Lohr am Main im Spessart führt. Im Norden verbindet die Landesstraße 3333 (die ehemalige Bundesstraße 40) den Ort mit Gelnhausen und die Kreisstraße 908 mit Neuwirtheim. Wirtheim liegt direkt an der A 66 die Frankfurt am Main und Fulda verbindet, zwischen den Anschlussstellen AS 44 Gelnhausen Ost und AS 45 Bad Orb / Wächtersbach.

#### Fahrradwege
Durch Wirtheim verläuft der Hessische Radfernweg R3. Er führt als „Rhein-Main-Kinzig-Radweg“ von Rüdesheim nach Tann in der Rhön. In Wächtersbach besteht Anschluss an den Vogelsberger Südbahnradweg.
Ein Teil der Bahntrasse der ehemaligen Spessartbahn, die durch das gesamte Biebertal führte, ist als Wander- und Radweg erhalten.

### Freiwillige Feuerwehr
Eine Pflichtfeuerwehr ist in Wirtheim schon 1859 nachweisbar. Die Freiwillige Feuerwehr Wirtheim ist 1927 gegründet worden, 1967 folgte die Gründung der Jugendfeuerwehr Wirtheim. 1955 wurde das 1. Feuerwehrhauses in Wirtheim eingeweiht und 1989 umgebaut und erweitert. 2015 wurden die Wehren Wirtheim und Kassel zur Freiwilligen Feuerwehr Biebergemünd Nord zusammengeschlossen. Dafür war im gleichen Jahr der Neubau eines Feuerwehrhauses nötig.
Die Stärke der Einsatzabteilung der Freiwilligen Feuerwehr stieg durch den Zusammenschluss auf 50 Kameraden und Kameradinnen und die der Jugendfeuerwehr auf 19 Personen.
Die Einsatz- und Gefahrenschwerpunkte der Feuerwehr Biebergemünd Nord sind:
- Landwirtschaftliche Anwesen,
- Seniorenzentrum des Main-Kinzig-Kreises,
- Gewerbe- und Industriegebiet,
- Außenliegendes Wochenendgebiet,
- Bundesstraße B 276 Richtung Würzburg,
- Historischer Ortskern,
- Eisenbahnstrecke Frankfurt–Fulda–Kinzig

### Wirtschaftsstruktur
Neben Handel, Bewirtung und Handwerk konzentriert sich die Wirtschaft in Wirtheim auf das Gewerbe- und Industriegebiete „Zehn Morgen“. Größter Arbeitgeber der Gemeinde ist das Arbeitsschutz- und Bekleidungsunternehmen Engelbert Strauss.

## Kultur und Sehenswürdigkeiten

### Kulturdenkmäler
Siehe auch: Liste der Kulturdenkmäler in Wirtheim

#### Katholische Kirche St. Peter und Paul

##### Geschichte
Die Geschichte der Kirche in Wirtheim beginnt im 8. Jahrhundert mit einer Holzkirche, die, „wie es nach dem Sieg über die Mauren 732 bei Tours und Poitiers häufig der Fall war, nach den Apostelfürsten Petrus und Paulus benannt wurde“. Zur Kirchengemeinde gehörten damals die Orte Kassel, Höchst, der Niederhof und Hergersfeld. Am 21. Dezember 1184 wurde sie, mit einigen weiteren Gemeinden des Stiftes Peter und Alexander in Aschaffenburg, durch Papst Lucius III. unter den besonderen Schutz des Papstes gestellt. Mit der Verleihung der Stadtrechte, auf Veranlassung des Mainzer Erzbischofs, am 29. Dezember 1365 und der Befestigung der Siedlung durch Mauern und Türme, „erfolgte vermutlich auch der Neubau der Kirche im romanischen Stil“. Die Mittelalterliche Wehrkirche war mit einem Kirchturm mit Schießscharten ausgestattet und von einer hohen Mauer umgeben. Sie wurde 2 Mal, 1861 und 1936 erweitert.

##### Innere Ausstattung
Die Ausstattung der Kirche enthält Kunstwerke der letzten fünf Jahrhunderte. Die Apsis dominiert ein Lebensbaum aus dem 20. Jahrhundert, mit Figuren einer alten Kreuzigungsgruppe, „die vermutlich aus dem frühen 16. Jahrhundert stammen“. Auf die Renaissance gehen die beiden aus Lindenholz geschnitzten Apostelfürsten Petrus und Paulus und der Erzengel Michael zurück.
Ein Marienaltar im Seitenschiff rührt aus dem Ende des 17. Jahrhunderts.
Das barocke Orgelprospekt, stammt ebenso wie die erste Orgel aus dem Jahr 1737. Später wurde das Instrument mehrmals grundlegend umgebaut und in Teilen erneuert.

##### Glocken
„Die Pfarrkirche St. Peter und Paul verfügt über ein vierstimmiges Geläut aus Bronze. Alle Glocken wurden im Jahre 1950 von der Glockengießerei Otto in Bremen-Hemelingen gegossen. In der Melodielinie der Glocken 1 bis 4 erklingt das ausgefüllte E-Dur-Motiv. In einem seitlich zum Kirchenschiff platzierten, mittelalterlichen Glockenturm hängen die Glocken in einem Stahlglockenstuhl an Stahljochen. Der Turm verfügt an zwei Seiten über Uhrenzifferblätter“.
Die einzelnen Glocken haben die folgende Stimmung: „Hl. Peter und Paul“ - e‘, „Hl. Maria“ - fis‘, „Hl. Joseph“ – gis‘, „Hl. Bonifatius“ – h‘.

#### Schloss
Das Schloss Wirtheim ist ein Renaissance-Schloss des 15. und 16. Jahrhunderts.
Das Allianzwappen über dem rückwärtigen Schlosseingang weist auf die am 2. Februar 1717 geschlossene Ehe zwischen Johann Philipp Friedrich Forstmeister von Gelnhausen (1681-1740) und Anna Margaretha Elisabetha Freiin von Schleifras (1702 -), Tochter des Reichs-Freiherrn Johann Martin Ludwig von Schleifras (-1726).

#### Bodendenkmal Wirtheimer Kringel
Der Wirtheimer Kringel, auch Alteburg genannt (nicht zu verwechseln mit der Alteburg bei Kassel), ist eine abgegangene (verfallene) Wallanlage mit etwa 80 m Durchmesser. Sie liegt 700 Meter südöstlich von Wirtheim auf einer Anhöhe zwischen den Bachläufen der Bieber und des Hirschbaches. Ausgrabungen von 2014 legen den Ursprung dieser Ringwallanlage ins Frühmittelalter, in die fränkische bzw. karolingische Zeit (8. bis 10. Jahrhundert) nahe. Die Anlage war in ihrer Zeit weder dauernd besiedelt (Mangel an Wasser), noch diente sie Verteidigungszwecken (Lage unterhalb des Gipfels und dürftige Ausstattung). Sie war dennoch, wegen ihrer Größe, von einer übergeordneten Macht veranlasst und realisiert.

### Religion und Brauchtum

#### Fronleichnamsprozession
Auch in Wirtheim ist der seit dem 13. Jahrhundert existierende katholische Brauch der Fronleichnamsprozession lebendig. Vier Außenaltäre sind entlang des Prozessionsweges, quer durchs Dorf aufgerichtet. Auch kleinere „Nebenaltärchen“ und Blumen schmücken den Prozessionsweg. Vor den Hauptaltären werden am Morgen Blumenteppiche gelegt.

### Vereine
- Angel-Club-Wirtheim e. V.
- 1. Wirtheimer Dartverein 1985 e. V.
- Freiwillige Feuerwehr Wirtheim
- Gesangsverein „Einigkeit“ 1987 Wirtheim e. V.
- KAB St. Peter und Paul Wirtheim
- Kirchenchor Cäcilia Wirtheim
- Schießsportgemeinschaft Biebergemünd 1969 e. V.
- TSV 09 Wirtheim e. V.
- VdK Wirtheim
- DPSG Stamm Sankt Jakobus Wirtheim

### Regelmäßige Veranstaltungen
- Pfarrfasching
- Vatertagsgrillen
- Pfingstturnier
- Pfarrfest
- Zeltkerb

### Museumsprojekt Café Alt-Wirtheim
Eine alte Sandsteinscheune an der Frankfurter Straße, historisch fachgerecht renoviert, ist der äußere Rahmen für eine interessante Verschmelzung von Funktionen: das Museumsprojekt „Café Alt-Wirtheim“. Eine gelungene erste Ausstellung  über das Postwesen auf der direkt vor der Scheune verlaufende Via Regia gab schon einen ersten Eindruck vom Entwicklungspotential dieser Einrichtung.

## Freizeit und Tourismus

Symbol der Jakobsmuschel als Wegweiser am Jakobsweg

Wegmarkierung Spessartbogen

### Wanderwege

#### Jakobsweg 16
Der „Jakobsweg 16“ ist einer der in den letzten Jahren neu gekennzeichneten Pilgerwege, der durch Wirtheim führt. Er startet in Fulda und endet in Mainz (124 km) bzw. Trier (164 km). Er fügt sich in das Netz der Jakobswege ein, die über Frankreich ins spanische Santiago de Compostela führen.
Er orientiert sich am Verlauf einer alten Handelsstraße, der Via Regia, wo schon im Mittelalter Pilger gegangen sind. Der Weg ist durchgängig mit dem europäischen Muschelzeichen markiert. Von Salmünster über Wächtersbach nach Wirtheim kommend, führt der Weg weiter nach Gelnhausen und Langenselbold.

#### Spessartbogen
Auch der 90 km lange Premiumwanderweg Spessartbogen berührt Wirtheim. Ein Abschnitt, von Schlüchtern über Bad Orb kommend, erreicht die „Bürgerstube“ im Gemeindezentrum als Zwischenetappe. Von da aus geht es weiter, Bieber-aufwärts, an den Biebergemünder Ortsteilen Lanzingen und Breitenborn entlang, mit dem Endziel Langenselbold.

## Persönlichkeiten
In Wirtheim gewirkt
- Die Herren Forstmeister von Gelnhausen (15. Jahrhundert); sie werden als älteste Bewohner des Schlosses Wirtheim genannt.
- Christian Fuchs (2. Hälfte des 17. Jahrhunderts), Pfarrer von Wirtheim; nach den großen Bevölkerungsverlusten infolge von zwei Pestepidemien 1632 und 1667/68 holte er Siedler aus seiner Heimat Tirol nach Wirtheim und Kassel. Sie brachten neue Berufe und Handwerke in die Region.
- Burkhard Oly (1938–2008), Bildhauer und Goldschmied

In Wirtheim geboren
- Friedrich Frank am 25. November 1832
- George Gunther  am 29. März 1845 und 1866 in die USA ausgewandert